# بيلي وايتلو
بيلي وايتلو (بالإنجليزية: Billie Whitelaw)‏ ( 6 يونيو 1932 - 21 ديسمبر 2014) هي ممثلة مسرحية، وممثلة أفلام بريطانية، ولدت في كوفنتري، ميدلاند الغربية، وتوفيت في هامبستيد، لندن عن عمر يناهز 82 عاماً.

## التعليم
تعلمت في الأكاديمية الملكية للفنون المسرحية.

## جوائز
حصلت على جوائز منها:
- قائد وسام الامبراطورية البريطانية.

## وصلات خارجية
- بيلي وايتلو على موقع IMDb (الإنجليزية)
- بيلي وايتلو على موقع روتن توميتوز (الإنجليزية)
- بيلي وايتلو على موقع ألو سيني (الفرنسية)
- بيلي وايتلو على موقع ميوزك برينز (الإنجليزية)
- بيلي وايتلو على موقع أول موفي (الإنجليزية)
- بيلي وايتلو على موقع قاعدة بيانات برودواي على الإنترنت (الإنجليزية)
- بيلي وايتلو على موقع قاعدة بيانات الأفلام السويدية (السويدية)
- بيلي وايتلو على موقع إن إن دي بي (الإنجليزية)
- بيلي وايتلو على موقع ديسكوغز (الإنجليزية)
- بيلي وايتلو على موقع قاعدة بيانات الفيلم (الإنجليزية)